# Progebiophilus villosus
Progebiophilus villosus là một loài chân đều trong họ Bopyridae. Loài này được Shiino miêu tả khoa học năm 1964.